# 権利放棄条項 (英米法)
権利放棄条項(ウェイバー、Waiver)とは、当事者が既に知っている権利又は特権を自発的に放棄することをいう、英米法系の概念である(契約法及び公法等の領域で観念される。)。

## 概要
米国においては、連邦政府又は州政府の規制当局が、企業に対し特定の規制を免除することがあり、これもウェイバーと呼ばれる。例えば、米国法では銀行の規模は一定程度に制限されているが、当該制限を超過した銀行に対しては、ウェイバーが与えられている。また、米連邦政府は、各州政府に対して、医療扶助を法律上規定された一般的な方法とは異なる方法で提供することができるよう、ウェイバーを与えることができる。
ウェイバーは書面で与えられることが多いが、当事者の行動がウェイバー対する抗弁として扱われることもある。書面によるウェイバーの例としてはディスクレイマーがあり、相手方当事者により受諾されればウェイバーとして機能する。当事者を訴訟上責任追及する権利を放棄する条項は、免責条項などと呼ばれることもある。
特に当事者の行動が権利放棄と解釈されうる場合、権利の不放棄が契約上合意されることもある。保険契約では特に顕著である。これは、特に保険業界で一般的です。 時に、「任意的」及び「既知」の要件は法律的に擬制されることがある。この場合、適時に主張されない限り、当事者は自己の権利につき知っていて、これを任意に放棄したものと推定される。
民事手続においては、ある種の主張は、当該当事者が提出する最初の書面において主張されなければ、放棄されたものとみなされる。

## 執行可能性
以下の記述は基本的な概要であり、詳細は各管轄により大幅に異なりうる。
管轄により異なりうるものの、裁判所がウェイバーの適用可能性について重視する要素は概ね以下のとおりである。
- 管轄によっては、故意の行為から生じる責任に関する一部又は全部のウェイバーは認められないことがある。
- ウェイバーは、一般的に、任意に行われ、かつ、放棄される権利について当事者が完全に知っている(又は知ることができる)状態でなされる必要がある。
- ウェイバーは、合理的な一般人から見て、曖昧さがなく、明確である必要がある。
- 管轄によっては、ウェイバーの両当事者は対等な交渉力を有している必要がある(米国を除く。) 。
- 必要不可欠なサービスのための契約など、放棄権利を認めると公共の利益に反する場合には、ウェイバーの効力は限定的に解されることがある。
- 違法な契約目的を達成するためのウェイバーは、コモンロー上の「違法契約」に該当することとなるため、裁判所により執行されない。

## 実例

### 対人管轄
アイルランド保険社対ギニアボーキサイト社事件(''Insurance Corp. of Ireland v. Compagnie des Bauxites de Guinee'', 456 U.S. 694 (1982)) において、米国最高裁判所は、ある争点に関して一方当事者が裁判所の証拠提出命令に従わない場合は、当該争点に関して争う権利の放棄とみなし、反対当事者の利益となるような証拠が提出されたものと推定することができると判示した。
この判例において、被告は、裁判所が被告に対する対人管轄権を有しないと主張していたにもかかわらず、当該管轄権の不存在を立証する証拠の提出は拒んでいた。被告は、米国裁判所が対人管轄権を有しない以上、被告に対し何らの証拠提出命令をなしうる権限も有しないと主張していたのである。米国最高裁判所はこの主張を排斥し、被告の不服従により管轄権を争う権利は放棄されたとして、あたかも被告が当初から管轄権を全く争っていなかったかのように扱った。

### 違法なウェイバーと合意
カリフォルニア州などの米国の一部の州においては、ウェイバーは法の明文の規定や、法の基礎となる政策、又は公序良俗に反する場合には違法とされる。加えて、法律違反から生じる責任、他人又は他人の財産に対する故意の加害責任、詐欺の責任、賃借人の権利についてのウェイバーは無効である  。